# 玉磨線
玉磨線（ぎょくません）は、中国雲南省玉渓市から、普洱市、シーサンパンナ・タイ族自治州景洪市を経由して、勐臘県磨憨鎮（モーハン）を結ぶ全長507.4kmの鉄道路線。シーサンパンナまでは複線・電化。設計速度160km/hで、やむをえない場合を除き最小曲線半径は2,000m。2016年4月19日に着工し、2021年12月3日に開業した。
モーハンからは中国ラオス鉄道に接続し、ヴィエンチャンまで到達する。